# Chhatiwan
Chhatiwan (en népalais : छतिवन) est un comité de développement villageois du Népal situé dans le district de Doti. Au recensement de 2011, il comptait 4 001 habitants.